# Apostolepis goiasensis
Apostolepis goiasensis este o specie de șerpi din genul Apostolepis, familia Colubridae, descrisă de Prado în anul 1942. Conform Catalogue of Life specia Apostolepis goiasensis nu are subspecii cunoscute.